# A37 road
Die A37 road (englisch für Straße A37) ist als eine rund 97 km lange, durchgehend als Primary route ausgewiesene Straße im Südwesten von England.

## Verlauf
Die A37 führt, die knapp westlich von Dorchester von der A35 road nach Nordwesten abzweigend, über Yeovil, wo sie die A30 road kreuzt, nach Ilchester. Dort trifft sie auf die A303 road, die auf einem bypass den Ort umgeht, und verläuft ein kurzes Stück auf deren Trasse. Der weitere Verlauf führt auf der Trasse des Fosse Way nach Shepton Mallet, wo die A361 road gekreuzt wird, und, die A39 road  querend, nach Norden über Pensford nach Bristol, wo sie an der A4 road endet.